# Strombolicchio
La isla de Strombolicchio (en italiano: Isola di Strombolicchio) es un pequeño islote de origen volcánico de Italia en aguas del mar Tirreno, localizado a 2 km al noreste de la isla de Stromboli, en el grupo de las islas Eolias.
Geológicamente, Strombolicchio es un tapón volcánico o columna de basalto muy duro compacta y resistente a la erosión, y es el remanente del volcán original que formó la isla Stromboli, cuyas erupciones cesaron hace aproximadamente 200 000 años. 
En su cima se ha construido un faro que es accesible por una escalera de hormigón de más de 200 pasos. La isla es una atracción turística en Stromboli.
Su nombre en lengua siciliana significa Pequeña Stromboli.

## Imágenes

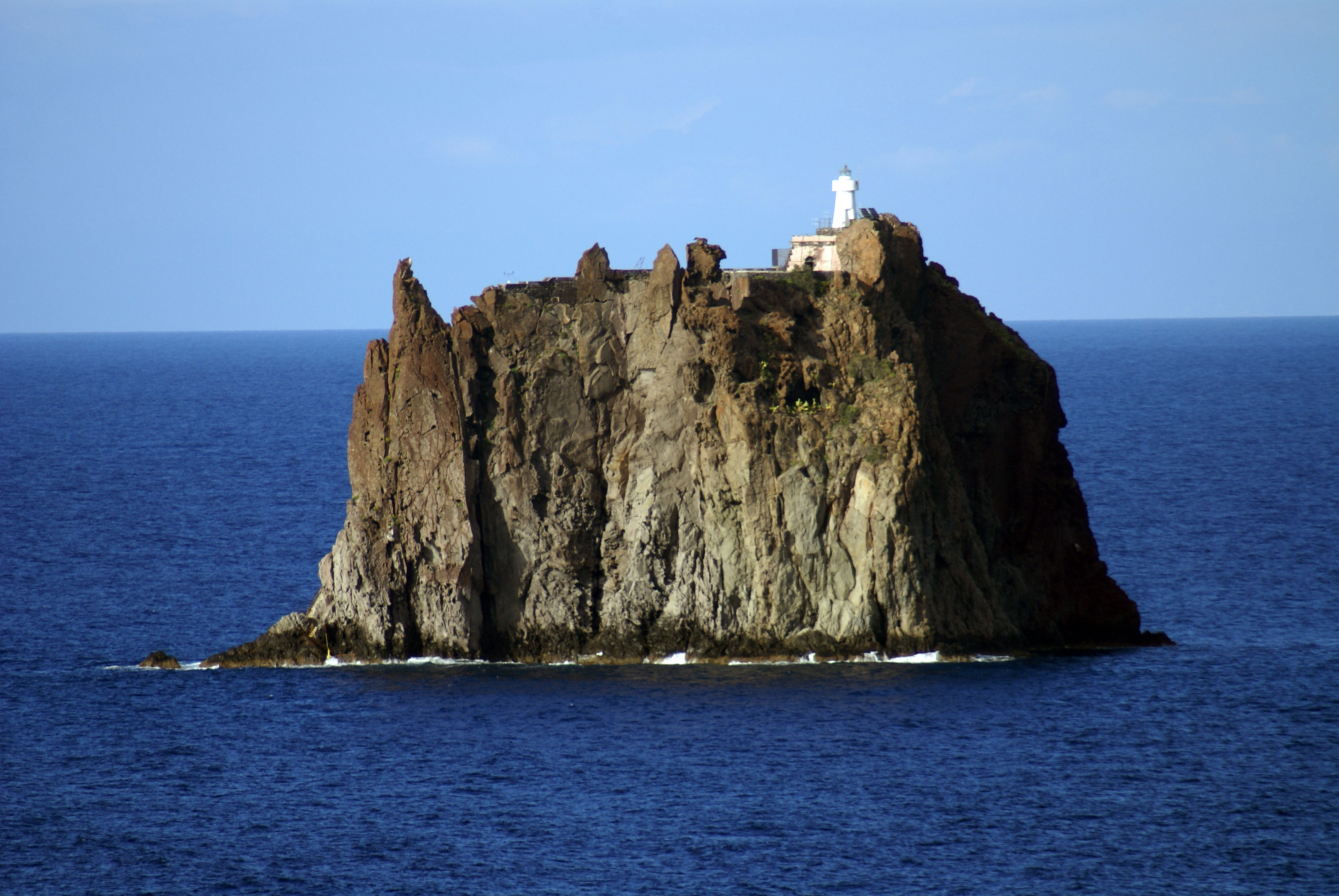
Otra vista del islote, donde se aprecia el faro.
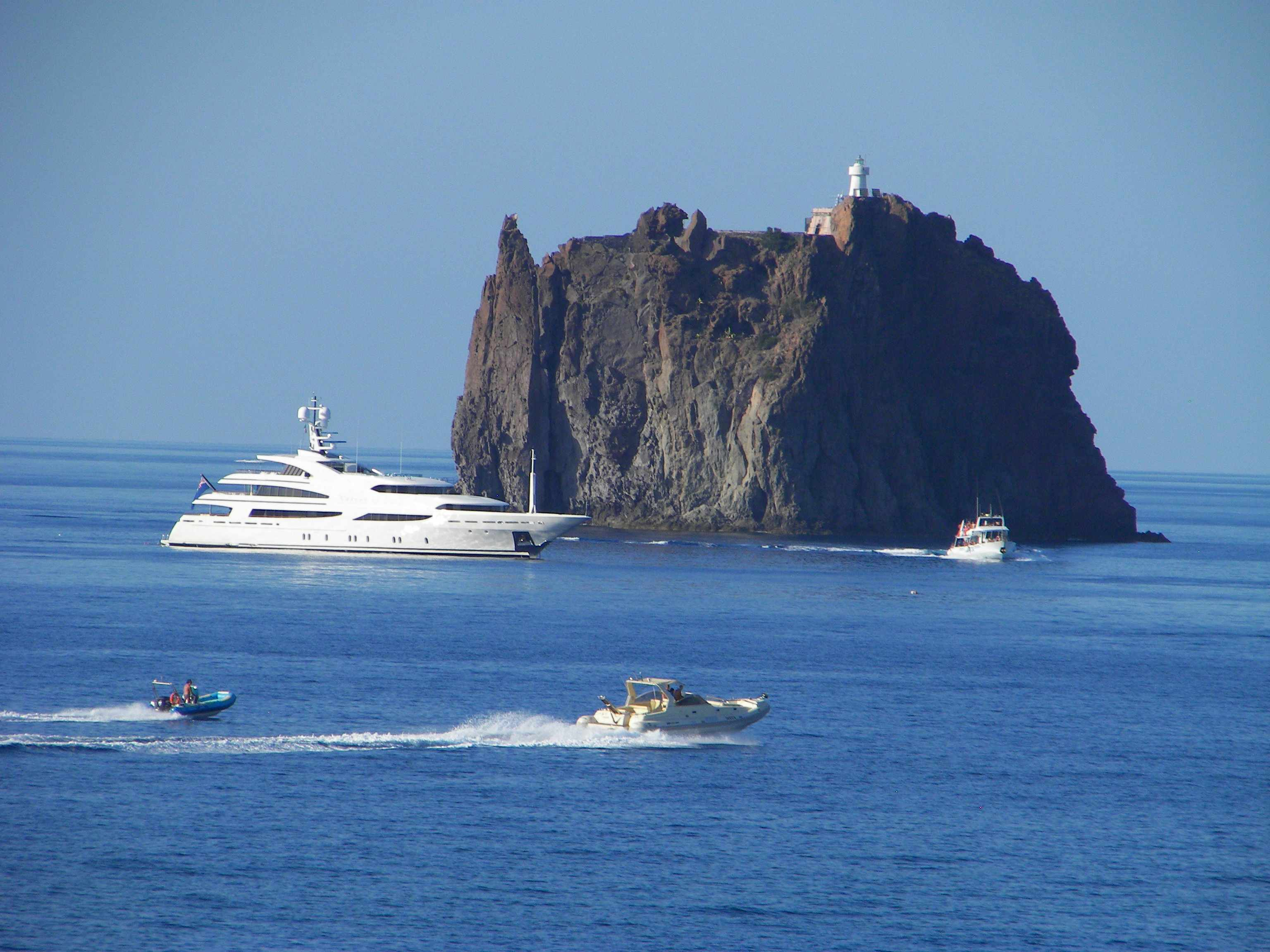
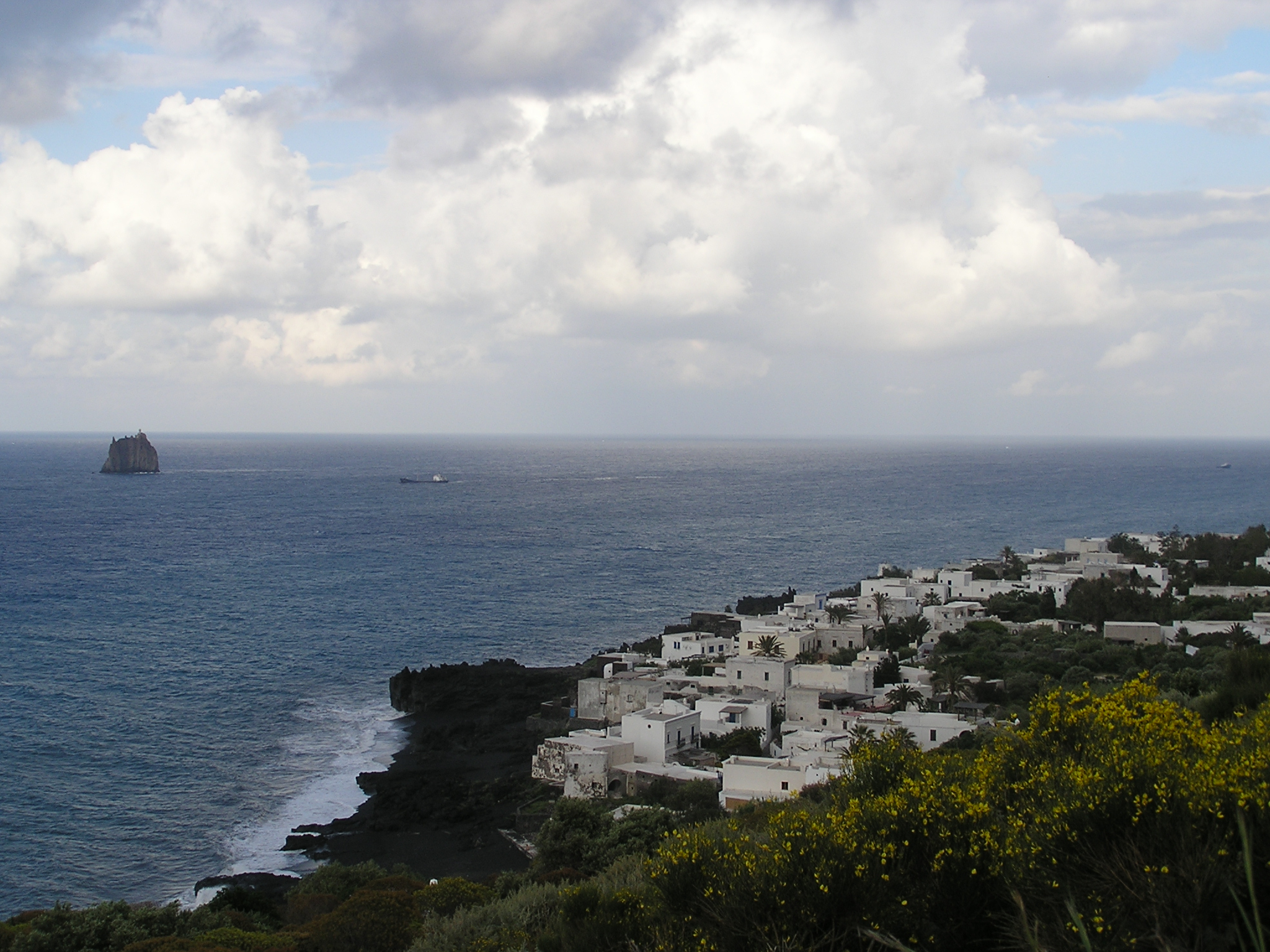
Strombolicchio visto desde Stromboli.